# Vimaladharmasuriya I
Vimaladharmasuriya Ier (mort en 1604) est roi du royaume de Kandy, dans l'actuel Sri Lanka à partir de 1593.
Sa réputation a été établie lorsqu'il a repoussé avec succès deux grandes offensives portugaises sur Kandy, la campagne de Danture en 1594 et la bataille de Balana en 1602, dans laquelle les Portugais ont été humiliés.

## Origine du nom
Vimaladharmasuriya I est désigné par quatre noms par différentes sources. 
Dans le Rajavaliya, son premier nom est Konappu Bandara et il est dit qu'il est le fils de Virasundara Bandara de la famille royale de Peradeniya. 
Dans les rapports des premiers visiteurs néerlandais, Sebald de Weert et Joris van Spilbergen, ils le mentionnent comme Don João da 
Austria. Joao Rebeiro mentionne un Don juan Appuhamy, un roturier qui a été envoyé à la conquête du royaume de Kandy et de Konnapu Bandara. Les historiens ont également noté que de 1604 à 1617 il y a peu d'informations disponibles sur ce qui s'est passé dans le Royaume de Kandy. Par conséquent, il y a une possibilité que plusieurs personnalités soient confondu. 
Selon l'acte donné par ce roi au commandant en chef de la campagne de Danture, le nom de sa mère est Kosbokke Gedara Vimalu, après quoi il a pris son nom de règne Vimaladharmasuriya.